# Cladosporium minourae
Cladosporium minourae är en svampart som beskrevs av Iwatsu 1984. Cladosporium minourae ingår i släktet Cladosporium och familjen Davidiellaceae.   Inga underarter finns listade i Catalogue of Life.